# Lomographa candida
Lomographa candida är en fjärilsart som beskrevs av William Schaus 1905. Lomographa candida ingår i släktet Lomographa och familjen mätare. Inga underarter finns listade i Catalogue of Life.